# Achirus klunzingeri
Achirus klunzingeri es una especie de pez del género Achirus, familia Achiridae. Fue descrita científicamente por Steindachner en 1880.
Se distribuye por el Pacífico Centro Oriental: desde el centro de México hasta el norte de Perú. La longitud total (TL) es de 23 centímetros. Habita en fondos arenosos y fangosos de poca profundidad.
Está clasificada como una especie marina inofensiva para el ser humano.